# Isla Lang Tengah
Isla Lang Tengah (en malayo: Pulau Lang Tengah) es una isla en la costa de Terengganu, Malasia. Cuenta con aguas transparentes, playas de arena blanca y una selva tropical virgen. Se encuentra aproximadamente a medio camino entre Pulau Perhentian y Pulau Redang, y está conectada al continente por ferry desde Merang.
Lang Tengah  está situada a unos 40 kilómetros al noreste de Kuala Terengganu (a 22,5 km de Tanjung Merang) en la costa este de la península de Malaca.